# (997) Priska
(997) Priska est un astéroïde de la ceinture principale découvert le 12 juillet 1923 par l'astronome allemand Karl Reinmuth. Sa désignation provisoire était 1923 NR.